# Municipio de Lewis (Indiana)
El municipio de Lewis (en inglés: Lewis Township) es un municipio ubicado en el condado de Clay en el estado estadounidense de Indiana. En el año 2010 tenía una población de 1464 habitantes y una densidad poblacional de 12,78 personas por km².

## Geografía
El municipio de Lewis se encuentra ubicado en las coordenadas 39°13′21″N 87°11′22″O / 39.22250, -87.18944. Según la Oficina del Censo de los Estados Unidos, el municipio tiene una superficie total de 114.53 km², de la cual 114,09 km² corresponden a tierra firme y (0,38 %) 0,44 km² es agua.

## Demografía
Según el censo de 2010, había 1464 personas residiendo en el municipio de Lewis. La densidad de población era de 12,78 hab./km². De los 1464 habitantes, el municipio de Lewis estaba compuesto por el 97,2 % blancos, el 0,14 % eran afroamericanos, el 0,55 % eran amerindios, el 0,96 % eran de otras razas y el 1,16 % eran de una mezcla de razas. Del total de la población el 1,3 % eran hispanos o latinos de cualquier raza.